# NGC 960
NGC 960 је спирална галаксија у сазвежђу Кит која се налази на NGC листи објеката дубоког неба.
Деклинација објекта је - 9° 18' 1" а ректасцензија 2h 31m 41,3s. Привидна величина (магнитуда) објекта NGC 960 износи 14,2 а фотографска магнитуда 15,0. NGC 960 је још познат и под ознакама MCG -2-7-28, PGC 9621.